# Campagnola (Bergamo)
Campagnola [kampaˈɲ(ː)ɔla] (Campagnöla [kampaˈɲøla] in bergamasco) è un quartiere di Bergamo. Confina con i quartieri di Malpensata, Colognola, Boccaleone e con i paesi di Orio al Serio e Azzano San Paolo.
Dal 2017 è stabilmente presente una Rete di quartiere che raggruppa tutte le realtà presenti ed operanti a Campagnola con l'obiettivo di collaborare con il Comune di Bergamo per migliorare la qualità della vita del quartiere.
Fino al 1952 era presente in zona il capolinea della linea 3 della rete tranviaria di Bergamo. Oggi il quartiere è servito da bus ATB linea 1 Città Alta - Orio al Serio aeroporto.